# シンガポール・チャンギ国際空港
シンガポール・チャンギ国際空港（シンガポール・チャンギこくさいくうこう、(IATA: SIN, ICAO: WSSS)）は、シンガポールの国際空港であり、東南アジア有数のハブ空港でもある。チャンギ国際空港、チャンギ空港とも称される。シンガポール都心の20キロメートル北東に位置する 。
チャンギエアポートグループが運営しており、シンガポール航空、シンガポール航空カーゴ、スクート、タイガーエア、ジェットスター・アジア航空の拠点空港である。また、カンタス航空（オーストラリア）もカンガルールートの経由地として準拠点空港に位置付けている。
2025年1月現在、100以上の航空会社が週あたり7400便以上を運航し、163都市、49か国に就航している。
また、人口約600万人の都市国家シンガポールにとって、2万8000人以上の雇用を創出しているシンガポール・チャンギ国際空港は、シンガポールの経済とは切り離せない関係にある。
World’s Best Airport 2025 では、1位に選出されている(2位はカタールのドーハ・ハマド国際空港 3位は日本の羽田空港)

## 歴史
シンガポールの空港は、セレター空港（1930-1937年）、カラン空港（1937-1955年）、パヤレバー空港（1955-1981年）、チャンギ空港（1981年-）と移り変わってきた。パヤレバー空港は滑走路1本で旅客ターミナルも小さい空港であった。そのため、世界の航空需要が増えるに従って次第に手狭になってきた。1930年代には年間30万人だった旅客数が1955年では170万人に達し、1975年には400万人に上った。
この問題の解決にあたって、シンガポール政府はパヤレバー空港の拡張、または別の場所への新設の2案を挙げた。British aviation consultantの勧めもあり、1972年にパヤレバー空港の拡張を決定。この拡張計画は滑走路を1本増やし、旅客ターミナルを再開発するものであった。しかし、この計画は1973年のオイルショックによって見直された。
パヤレバー空港周辺の土地は、将来的に都市化が期待できるとして、1975年にシンガポール島の最東端チャンギのチャンギ空軍基地のある場所に、民間空港を建設することが決定された。この空港建設は、都市国家シンガポールの歴史を通して最大級の建設プロジェクトであった。パヤレバー空港はその後軍用となり、パヤレバー空軍基地として供用されている。

### 軍用空港時代
戦前にはイギリス陸軍の駐屯地がおかれていた。第二次世界大戦中の1942年、日本軍がシンガポールを占領すると大日本帝国海軍航空隊の基地となり、滑走路が建設された。戦後から1968年まではイギリス空軍基地、シンガポール独立後はシンガポール空軍基地として機能した。
チャンギ空軍基地は海に面した場所にあり、埋め立てにより容易に拡張できること、航空機が住宅街上空を通過せず騒音問題や重大な事故を避けることができるという利点があった。

### 民間空港時代
1975年6月にシンガポール港湾庁 (PSA) の長官であった侯永昌 (en:Howe Yoon Chong) が指揮を取り、52平方キロメートルの整地、埋め立てが開始された。
1981年にターミナル1が開業し、民間空港として営業を開始した。
2017年にはターミナル4が開業し、旅客処理能力が年間8200万人に拡大した。
2019年4月には、空港ターミナル4棟のうち3棟を結ぶ大型複合施設「ジュエル・チャンギエアポート」(Jewel) が開業した。

## 施設・設備

### 滑走路
チャンギ空港は、2本の平行滑走路（02L/20Rと02C/20C）を持っており、いずれの滑走路も幅60メートル (197 ft) 、長さ4,000メートル (13,123 ft) である。02L/20Rは、チャンギ空港が完成した1981年に完成し、何段階かに分けて建設されていた空港設備の中でも一番初期に建設された。
02C/20C（以前は02R/20L）は、第2期工事で埋立地の上に建設された。この滑走路は02L/20Rから1.6キロメートル離れている。各滑走路は、計器着陸装置のカテゴリーIからカテゴリーIII Bまで対応しており、悪天候でも安全に着陸できるようになっている。
2004年に、既存の滑走路に平行した新しい滑走路（02R/20L）が、02C/20Cの1.8キロメートル東に建設されたが、現在はシンガポール空軍が使用している。
なお、発着機は必ずマレーシア領空を低空で通過するため、シンガポールはマレーシアに対して領空使用料を支払っている。

### 空港ターミナルビル
ターミナル 1・2・3 は、出発と到着が同じフロアを利用する構造になっており、到着後に飲食店や免税店や喫煙所に寄れるため、乗り継ぎや旅客機搭乗時の保安検査は、出国前ではなく、出国審査後に各搭乗ロビーへ入る前に実施する形式になっている。
2019年4月、ターミナル 1・2・3 を連結する位置に「Jewel」（ジュエル）と呼ばれる複合施設が開業した。世界最大級の屋内滝や、植物園、商業施設で構成される。
すべての搭乗ゲートにボーディング・ブリッジがあり、開港以来一貫して新明和工業（旧・川西航空機）の「PAXWAY」（パックスウェイ）を使い続けている。

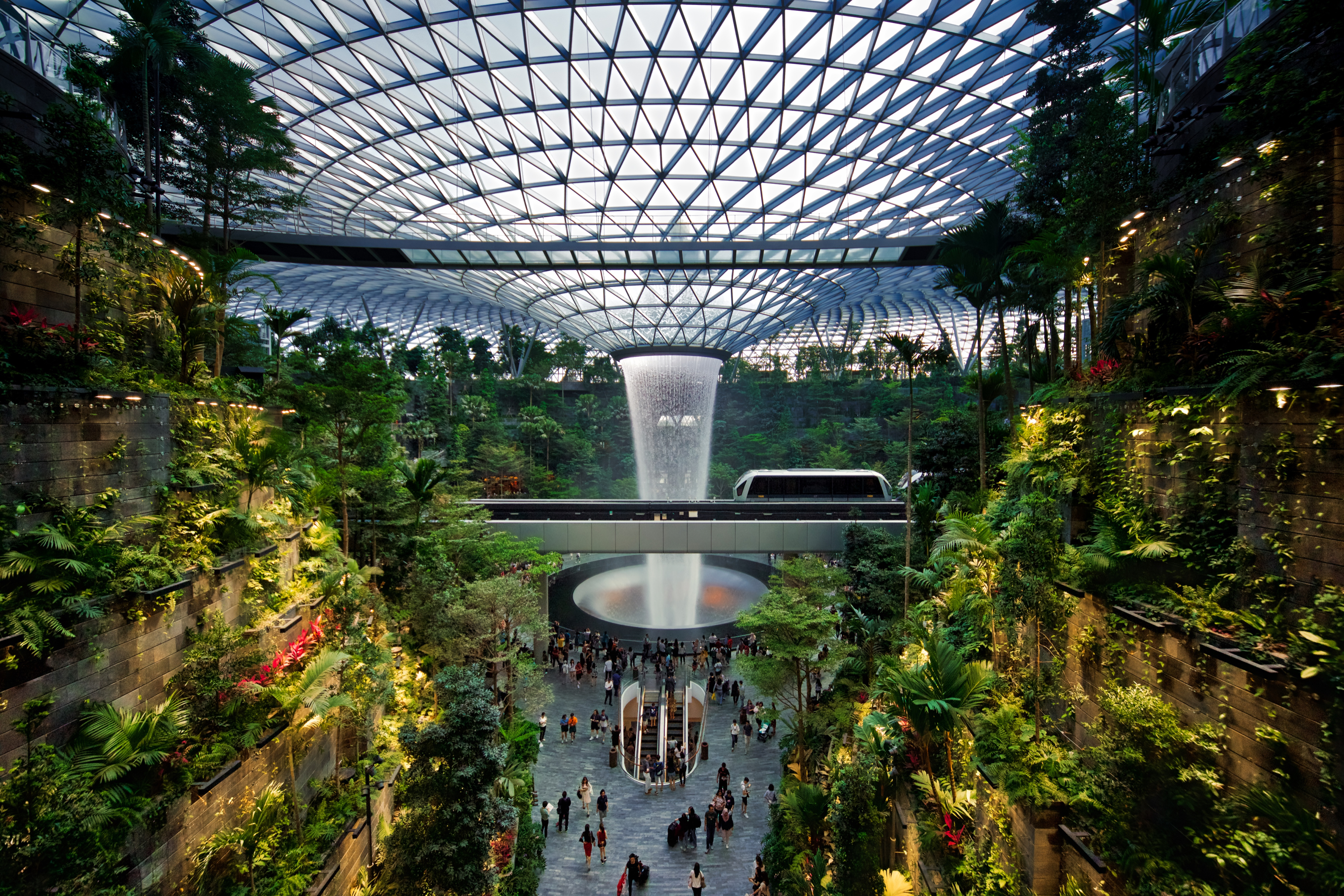
複合施設「Jewel」

#### ターミナル 1
1981年7月1日開業 ゲート数: 29
主に日本航空 (JAL) などワンワールドに加盟する航空会社およびシンガポール航空子会社のスクートなどが発着する。同じ航空連合に加盟する航空会社の空港ラウンジや、航空会社や利用クラスに関わらず有料で利用できる空港ラウンジ (Plaza Premium Lounge) なども設けられている。

#### ターミナル 2
1991年6月1日開業 ゲート数: 35
主にシンガポール航空の近・中距離線が発着する。全日本空輸 (ANA) をはじめとするスターアライアンス加盟の航空会社の利用も多い。

#### ターミナル 3
2008年1月9日開業 ゲート数: 28
主にシンガポール航空の日本路線を含む東アジア便、各国航空会社の南アジア便、欧州・北米・オセアニア方面の長距離便が発着する。

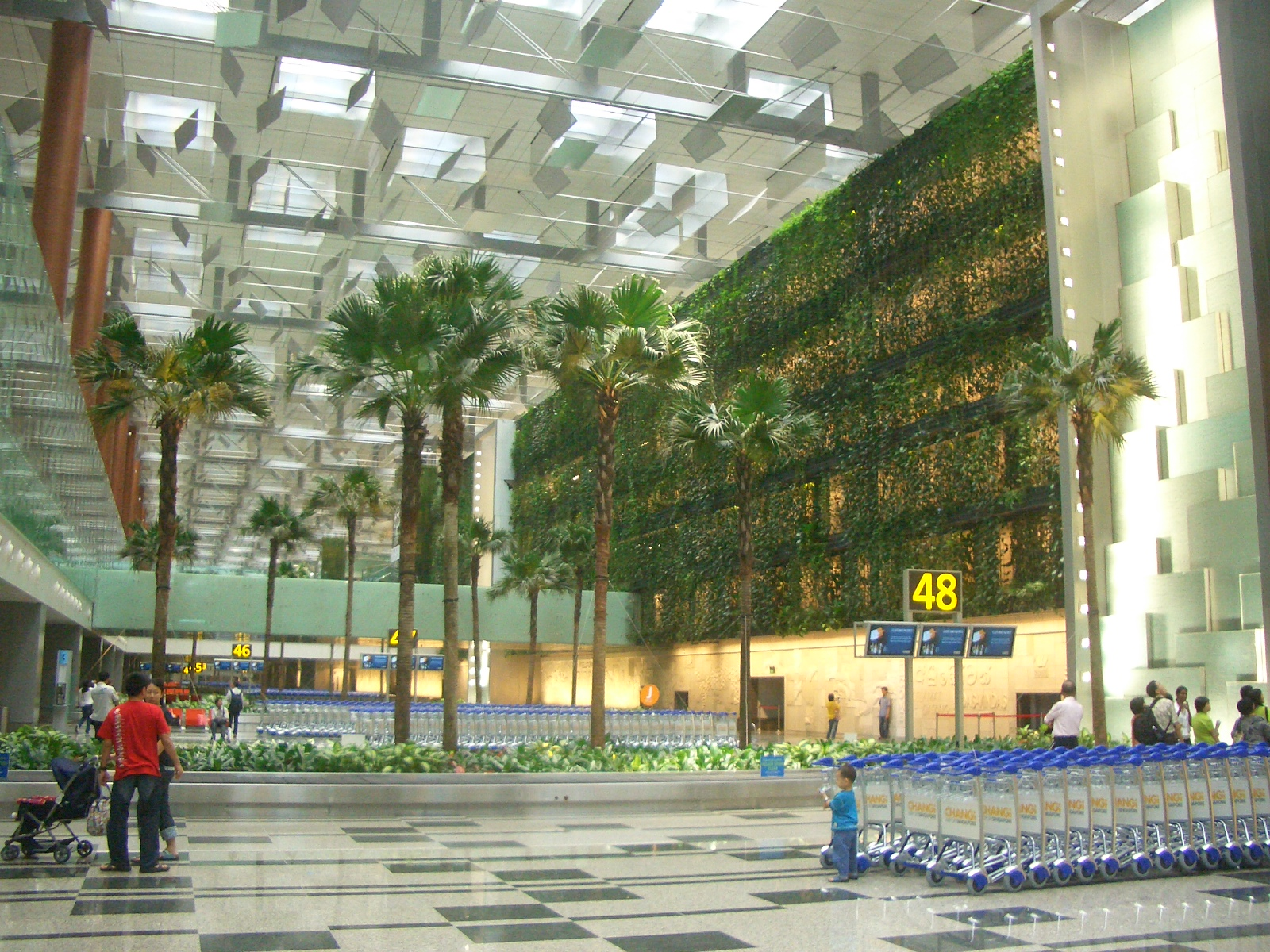
ターミナル 3

#### ターミナル 4
2017年10月31日開業 ゲート数: 21
シンガポールに入国審査前にターミナル4からターミナル1へ、入国審査後はターミナル 4 からターミナル 1、ターミナル 3 からターミナル 4 へ、無料シャトルバスで移動できる。
ターミナル 4 は、2013年に竹中工務店などが建設を開始し2016年12月に完成。2017年10月31日に開業した。21か所の搭乗ゲートが設置され、そのうち17か所が小型機（ボーイング737、エアバスA320）向けである。格安航空会社向けの設備も併設される。チェックイン、出入国審査、搭乗ゲートなどを自動化、セルフサービス化による効率的な旅客対応や素早い航空機のターンアラウンドが可能となるほか、飲食店や小売店なども充実させる。

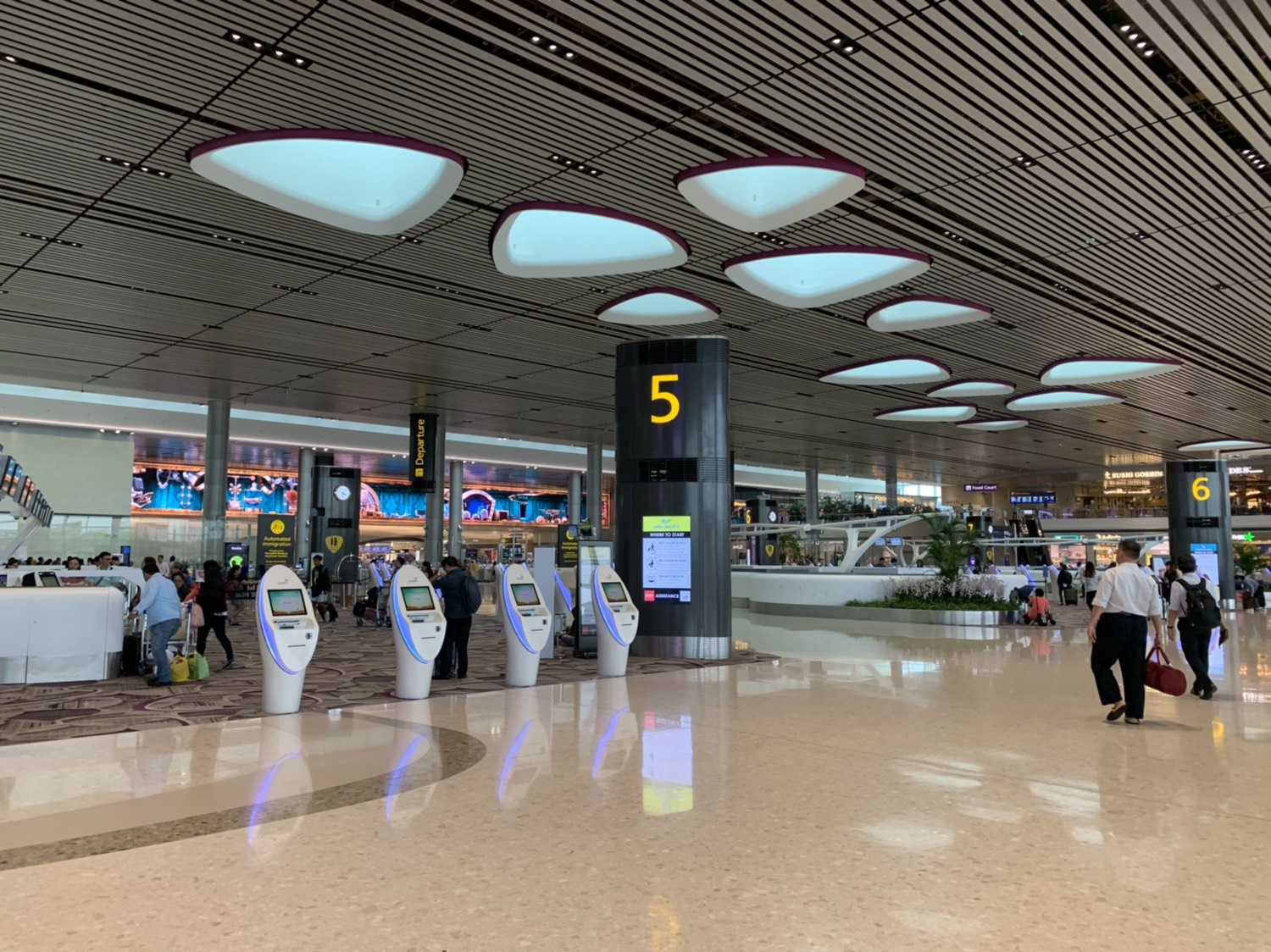
ターミナル 4

#### ターミナル 5
空港を東側に拡張し、2030年ごろの開業を予定している。年間最大で1億5000万人の利用ができる。MRTのトムソン・イーストコースト線、クロス・アイランド線の駅が併設される予定である。

#### JetQuay CIPターミナル
JetQuay CIPターミナルはプライベートラウンジで、ターミナル 2 の隣にある。プライベートチェックインから出入国検査まで一貫して行われる。このようなターミナルはフランクフルト空港のルフトハンザ・ファーストクラスターミナルに次いで世界で2番目に設置されたが、ルフトハンザ・ファーストクラスターミナルとは異なり利用クラスは限定されず、さらには航空会社を問わず利用できる。

#### VIPコンプレックス
国賓用のプライベートラウンジで外務省が管轄する。JetQuay CIPターミナルと同様のサービスが提供されている。

#### エアバスA380の運航
シンガポール・チャンギ国際空港を拠点とするシンガポール航空がエアバスA380（総2階建ての飛行機）の世界初運航を2007年10月に決定したことから、シンガポール民間航空庁は6000万シンガポールドルをかけ既存のターミナル 1・2 の拡張工事を行うことを決めた。それまで空港に乗り入れていたボーイング747-400よりも搭乗人数が多いため、待合室の拡張やボーディング・ブリッジの増設、荷物搬入のコンベアを通常の70メートルから90メートルへ延長するなどの拡張を施した。2005年8月16日に11か所の専用搭乗ゲートが完成し、2008年1月9日にはターミナル 3 にさらに8か所の専用搭乗ゲートが完成した。
2007年にエアバスA380がシンガポールからシドニーに向けて初運航してから2013年までに2万フライト以上を受け入れてきた。1週間に200フライト以上、6航空会社（シンガポール航空、エールフランス航空（現在は全機引退）、エミレーツ航空、ルフトハンザドイツ航空、カンタス航空、タイ国際航空（現在は全機引退））が、13都市（バンコク、ドバイ、フランクフルト、香港、ロンドン、ロサンゼルス、メルボルン、ニューヨーク、パリ、サンフランシスコ、シドニー、東京/成田、チューリッヒ）を結び、また、2013年にはブリティッシュエアウェイズがロンドンのヒースロー - シンガポール間のフライトを開始している。2024年現在では世界で最多機数運用するエミレーツ航空、拠点ドバイ国際空港に次いて最も多くエアバスA380が発着する空港となっている。

## サービス

### 航空サービス

#### グランドハンドリング
グランドハンドリングはSATS (Singapore Airport Terminal Services)、dnata Singapore（旧・Changi International Airport Services; CIAS）、Swissport の3社が受け持っている。SATS はシンガポール航空の子会社で、約80パーセントのシェアを持つ。dnata Singapore の前身 Changi International Airport Services はシンガポール港湾庁と航空会社5社（エールフランス、中国国際航空、ガルーダ・インドネシア航空、KLMオランダ航空、ルフトハンザドイツ航空）の合弁会社として創設された。

#### 航空機メンテナンス
チャンギ空港にはハンガー（格納庫）が5棟設けられている。この中の1つは面積が2万平方メートルあり、1981年開港当時世界最大であったハンガーである。メンテナンスはSIAエンジニアリング・カンパニー (SIAEC) とSTエンジニアリングの ST Aviation Services  Company (SASCO) の2社が行っている。

### 旅客サービス

#### トランジットツアー
チャンギ国際空港での乗り継ぎ時間が長い旅客向けに、シンガポールの街並みを観光バスで巡るトランジットツアーが、英語のガイド添乗員付きで無料で実施されている。なお、トランジットツアーはシンガポールに入国するが、受付は制限エリアのみで募集している。シンガポールの入国カードに予め記入する必要があるほか、参加にはパスポート、乗り継ぎに必要な時間が確保された第三国行き航空券、シンガポール査証（査証免除国は不要）が必要である。

## 運営
シンガポール・チャンギ国際空港は乗り継ぎ客を重視しており、空港を利用者に快適な空間へと作り替えてきた。開港当時の1981年には着陸料や駐機料などの航空関係収益が約6割を占めていたが、2009年には店舗賃貸や営業許可料などの航空関係外収益が5割を超えるようになった。また、この航空関係外収益の増大によって着陸料や駐機料などを下げてきたことが、一大ハブ空港へと成長してきた大きな要因にもなっている。

### 旅客
シンガポールは国土の小さい都市国家であることから、全ての便が国際便であり、全てのターミナルビルに出入国管理設備が整えられ、乗り継ぎ客を重視している。
2003年のSARS流行による落ち込みが回復してからは、順調に旅客数が増えている。また、2007年の世界金融危機によって、旅客数の増加が鈍化あるいは減少したが、カジノ開業や東南アジア諸国連合の航空自由化によって、2011年には4650万人を突破した。

### 格安航空会社市場
バジェットターミナル開業以降、格安航空会社市場は急速に拡大している。開業した2006年4月には、空港全体の9.6パーセントの発着数だったが、半年後の10月には11.3パーセントとなり、この6か月間の利用者は65万7000人に上った。また、2006年12月には、利用者累計100万人を達成している。
2010年時点でシンガポールの最大の格安航空会社市場はインドネシアで、旅客数は約500万人であった。

### 貨物
航空貨物部門は、チャンギエアポートグループが空港北側に位置するチャンギ航空貨物センター（Changi Airfreight Centre, CAC）で管理している。47ヘクタールあるチャンギ航空貨物センターはその全てが自由貿易地区となっている。9棟の航空貨物ターミナルがあり、5か所のカーゴ・エージェント・ビル（事務所、倉庫）には約200社の国際貨物会社が事務所を置いている。2011年には1,865,252トンの貨物を扱い、2010年に比べて2.8パーセント増加している。これは世界で7位、アジアで5位の取扱量である。

## 就航路線

### 旅客便
2023年11月24日現在

#### 第1ターミナル
| 航空会社                     | 就航地 |
| ---------------------------- | --- |
| 中国国際航空                 | 北京/首都、成都/天府、重慶、上海/浦東 |
| エールフランス               | パリ/シャルル･ド･ゴール |
| ニューギニア航空             | ポートモレスビー |
| バンコク・エアウェイズ       | サムイ島 |
| ブリティッシュ・エアウェイズ | ロンドン/ヒースロー、シドニー |
| カンボジア・エアウェイズ     | プノンペン |
| 中国南方航空                 | 広州、深圳 |
| 重慶航空                     | 重慶 |
| エミレーツ航空               | ドバイ/国際、メルボルン |
| フィジー・エアウェイズ       | ナンディ |
| フィンエアー                 | ヘルシンキ |
| 河北航空                     | 杭州 |
| 日本航空                     | 東京/羽田、東京/成田 |
| KLMオランダ航空              | アムステルダム、デンパサール |
| ミャンマー国際航空           | ヤンゴン |
| フィリピン航空               | マニラ |
| カンタス航空                 | ブリスベン、ロンドン/ヒースロー、メルボルン、パース、シドニー |
| カタール航空                 | ドーハ |
| スクート                     | 【東南アジア】：クアラルンプール、コタキナバル、コタバル(2025年10月26日より運航開始予定)、バリクパパン、イポー、クアンタン、クチン、ランカウイ、ペナン、ミリ、バンコク/スワンナプーム、プーケット、チェンマイ、ハートヤイ、クラビー、チェンライ(2026年1月1日より運航開始予定)、マニラ、セブ、クラーク、ダヴァオ、ジャカルタ、デンパサール、スラバヤ、ジョグジャカルタ、ロンボク、マカッサル、マナド、プカンバル、ハノイ、ホーチミン、ダナン(2025年10月20日より運航開始予定)、ニャチャン(2025年11月21日より運航開始予定)、ヴィエンチャン 【東アジア】：長沙、福州、広州、海口、杭州、済南、昆明、南昌、南京、南寧、寧波、青島、瀋陽、天津、武漢、西安、鄭州、汕頭、澳門、香港、台北/桃園、ソウル/仁川、済州、東京/羽田(2026年3月1日より運航開始予定)、東京/成田、大阪/関西、札幌/新千歳、那覇(2025年12月15日より運航開始予定) 【南アジア】：アムリトサル、コーヤンブットゥール、チェンナイ、ティルヴァナンタプラム、ティルチラーパッリ、ヴィシャーカパトナム 【西アジア】：ジッダ 【ヨーロッパ】：アテネ 、ウィーン 【オセアニア】：シドニー、メルボルン、パース |
| 深圳航空                     | 深圳 |
| スターラックス航空           | 台北/桃園 |
| タイ国際航空                 | バンコク/スワンナプーム |
| ターキッシュ エアラインズ    | イスタンブール |
| 厦門航空                     | 福州、杭州、厦門 |
| ZIPAIR Tokyo                 | 東京/成田 |

#### 第2ターミナル
| 航空会社                       | 就航地 |
| ------------------------------ | --- |
| エア・インディア               | バンガロール、チェンナイ、デリー、ムンバイ |
| エア・インディア・エクスプレス | チェンナイ、マドゥライ、ティルチラーパッリ |
| マカオ航空                     | 澳門 |
| 全日本空輸                     | 東京/羽田、東京/成田 |
| エチオピア航空                 | アディスアベバ、クアラルンプール |
| エティハド航空                 | アブダビ |
| ファイアフライ                 | ペナン |
| IndiGo                         | バンガロール、ブバネーシュワル、チェンナイ、デリー、ハイデラバード、コルカタ、ムンバイ、ティルチラーパッリ |
| ルフトハンザドイツ航空         | フランクフルト、ミュンヘン |
| マレーシア航空                 | クアラルンプール、クチン |
| ロイヤルブルネイ航空           | バンダルスリブガワン |
| 四川航空                       | 成都/天府 |
| シンガポール航空               | バンダルスリブガワン、バンコク/スワンナプーム、セブ、コロンボ、ダナン、デンパサール、ダッカ、ハノイ、ホーチミンシティ、ジャカルタ、カトマンズ、クアラルンプール、マレ、マニラ、メダン、ペナン、プノンペン、プーケット、シェムリアップ、スラバヤ、ヤンゴン |
| スイス国際航空                 | チューリッヒ |
| トランスヌサ航空               | ジャカルタ |
| ユナイテッド航空               | サンフランシスコ |
| エア・カナダ                   | バンクーバー |

#### 第3ターミナル
| 航空会社                     | 就航地 |
| ---------------------------- | --- |
| ニュージーランド航空         | オークランド |
| エアカラン                   | ヌーメア |
| アシアナ航空                 | ソウル/仁川 |
| バティック・エア             | デンパサール、ジャカルタ、マカッサル(運休中)、メダン、スラバヤ(運休中)、ジョグジャカルタ(運休中) |
| バティック・エア・マレーシア | クアラルンプール |
| ビーマン・バングラデシュ航空 | ダッカ |
| チャイナエアライン           | 高雄、 台北/桃園 |
| 中国東方航空                 | 北京/大興、長沙(運休中)、杭州、合肥、済南(運休中)、昆明、南京(運休中)、上海/浦東、武漢、寧波、西安、南昌(2025年8月7日より運航開始予定) |
| シティリンク                 | ジャカルタ |
| ドルック・エア               | グワーハーティー、パロ |
| エバー航空                   | 台北/桃園 |
| ガルーダ・インドネシア航空   | デンパサール、ジャカルタ、スラバヤ |
| ガルフ・エア                 | バーレーン、バンコク/スワンナプーム |
| ミャンマー・ナショナル航空   | ヤンゴン |
| サウディア                   | ジェッダ |
| シンガポール航空             | アデレード、アーメダバード、アムステルダム、オークランド、バンガロール、バルセロナ、北京/首都、ブリスベン、ブリュッセル（2024年4月5日就航予定）、釜山、ケアンズ、ケープタウン、成都/天府、チェンナイ、重慶、クライストチャーチ、コペンハーゲン、ダーウィン、デリー、ドバイ/国際、フランクフルト、福岡、広州、香港、ヒューストン/IC、ハイデラバード、イスタンブール、ヨハネスブルク、コーチ、コルカタ、ロンドン/ヒースロー、ロサンゼルス、マンチェスター、ブリスベン、メルボルン、ミラノ/マルペンサ、ムンバイ、ミュンヘン、名古屋/中部、ニューアーク、ニューヨーク/JFK、大阪/関西、パリ/ド・ゴール、パース、ローマ/フィウミチーノ、サンフランシスコ、札幌/新千歳、シアトル/タコマ、ソウル/仁川、上海/浦東、深圳、シドニー、台北/桃園、東京/羽田、東京/成田、厦門、チューリッヒ |
| スリランカ航空               | コロンボ |
| タイ・ライオン・エア         | バンコク/ドンムアン |
| ティーウェイ航空             | ソウル/仁川 |
| USバングラ航空               | ダッカ |
| ベトナム航空                 | デンパサール、ジャカルタ、スラバヤ |

#### 第4ターミナル
| 航空会社                 | 就航地                                                             |
| ------------------------ | ------------------------------------------------------------------ |
| エアアジア               | イポー、コタキナバル、クアラルンプール、クチン、ランカウイ、ペナン |
| バンブー・エアウェイズ   | ハノイ、ホーチミンシティ                                           |
| キャセイパシフィック航空 | 香港                                                               |
| セブパシフィック航空     | セブ、クラーク、マニラ                                             |
| 北部湾航空               | 南寧                                                               |
| 海南航空                 | 海口                                                               |
| インドネシア・エアアジア | デンパサール、ジャカルタ、スラバヤ、ジョグジャカルタ               |
| チェジュ航空             | ソウル/仁川(2025年7月24日より就航予定)、釜山                       |
| ジェットスター航空       | メルボルン                                                         |
| 吉祥航空                 | 上海/浦東、無錫(2025年8月29日より運航再開予定)                     |
| 大韓航空                 | ソウル/仁川                                                        |
| パシフィック航空         | ホーチミンシティ                                                   |
| 春秋航空                 | 上海/浦東                                                          |
| タイ・エアアジア         | バンコク/ドンムアン、チェンマイ、プーケット                        |
| タイ・ベトジェットエア   | バンコク/スワンナプーム                                            |
| ベトジェットエア         | ダナン、ハノイ、ホーチミンシティ、フーコック                       |

### 貨物便
| 航空会社                       | 就航地 |
| ------------------------------ | --- |
| シンガポール航空カーゴ         | アムステルダム、アンカレッジ、アトランタ、オークランド、バンガロール、バンコク、ブリュッセル、チェンナイ、シカゴ、コペンハーゲン、ダラス、ハノイ、香港、ジャカルタ、ヨハネスブルク、ラゴス、ロンドン、ロサンゼルス、メルボルン、ムンバイ、ミュンヘン、ナイロビ、南京、シャールジャ、シドニー、廈門、東京/成田、名古屋/中部 |
| Jett8航空                      | アムステルダム、ドバイ、香港 |
| マレーシア航空カーゴ           | クアラルンプール |
| トランスマイル・エアサービス   | ルブアン、クアラルンプール、クチン、ペナン |
| カーディグ・エア               | バリクパパン、ジャカルタ |
| ガルーダ・インドネシア・カーゴ | ジャカルタ、バリクパパン、アブダビ |
| リパブリック・エキスプレス航空 | ジャカルタ |
| Tri-MGイントラアジア航空       | バリクパパン、ジャカルタ |
| ANA Cargo                      | 東京/成田 |
| 日本貨物航空                   | 東京/成田 |
| 中国貨運航空                   | 上海/浦東 |
| キャセイパシフィック・カーゴ   | 香港 |
| エア・ホンコン                 | 香港 |
| 香港航空カーゴ                 | 香港 |
| チャイナエアライン・カーゴ     | 台北/桃園 |
| エバー航空カーゴ               | 台北/桃園、バンコク、ジャカルタ |
| 大韓航空カーゴ                 | ソウル/仁川、バンコク、ハノイ |
| アシアナ航空カーゴ             | ソウル/仁川 |
| エミレーツ・スカイカーゴ       | ドバイ |
| アエロロジック                 | バーレーン、デリー、ライプツィヒ・ハレ |
| ルフトハンザ・カーゴ           | フランクフルト |
| カーゴルックス航空             | バクー、ルクセンブルク |
| マーティンエアー               | ダンマン、マスカット |
| ASL航空ベルギー                | リージュ、上海/浦東 |
| フェデックス                   | アンカレッジ、バンコク/スワンナプーム、セブ、ジャカルタ、ペナン、ホーチミン、上海/浦東、広州、東京/成田、大阪/関西、シドニー、ドバイ/DWC |
| UPS航空                        | バンコク、クラーク、コロンボ、ドバイ、広州、深圳、香港、 台北/桃園、ムンバイ、ペナン、シドニー |

## 運営統計

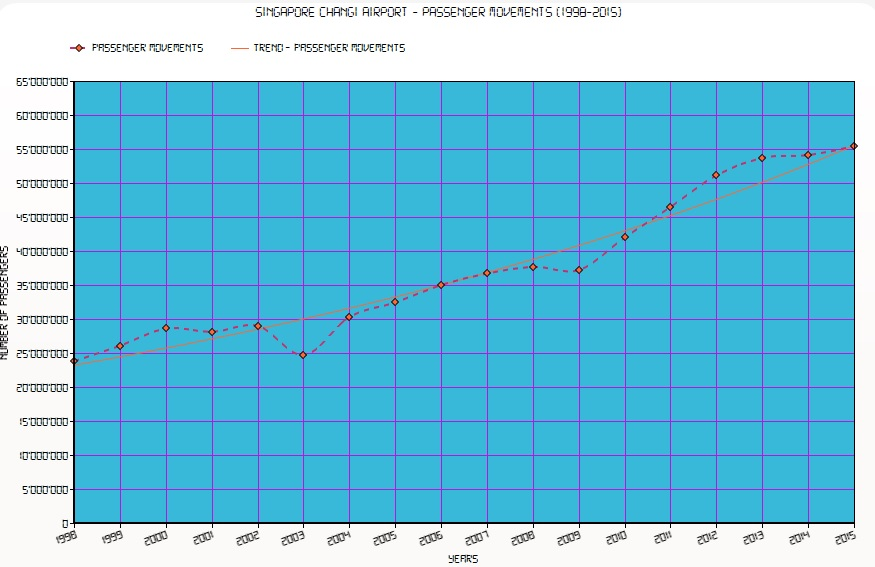
旅客数 (1998-2015)

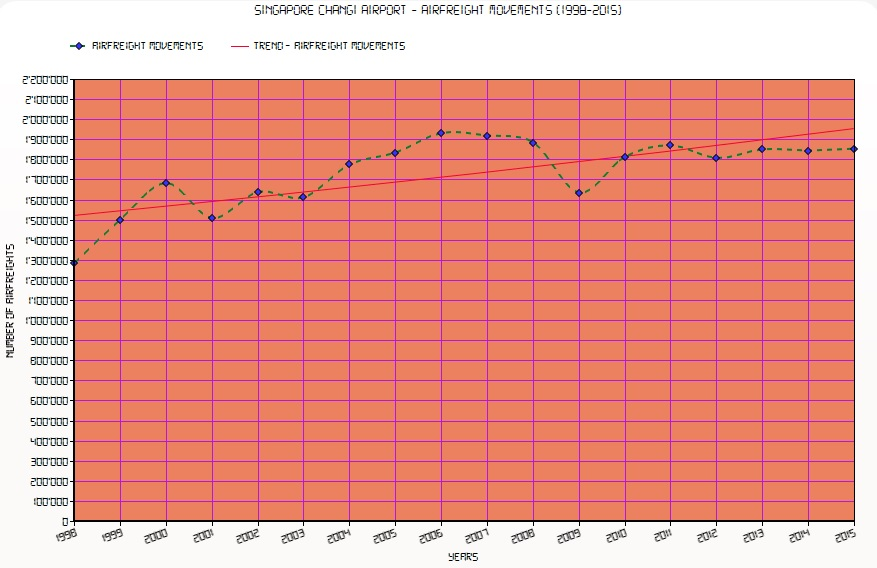
貨物取扱量 (1998-2015)

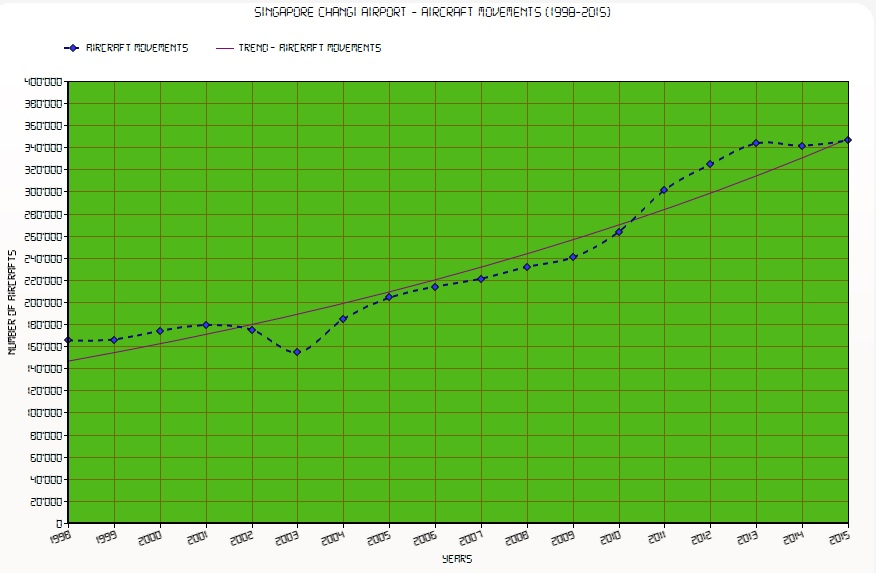
発着数 (1998-2015)

|          |            |               |                    |                   |         |               |
| 年       | 旅客数     | 旅客数 前年比 | 貨物取扱量（トン） | 貨物取扱量 前年比 | 発着数  | 発着数 前年比 |
| 1998     | 23,803,180 | 0.0           | 1,283,660          | 0.0               | 165,242 | 0.0           |
| 1999     | 26,064,645 | 9.5           | 1,500,393          | 16.8              | 165,961 | 0.4           |
| 2000     | 28,618,200 | 9.8           | 1,682,489          | 12.1              | 173,947 | 4.8           |
| 2001     | 28,093,759 | 1.83          | 1,507,062          | 11.6              | 179,359 | 3.1           |
| 2002     | 28,979,344 | 3.2           | 1,637,797          | 8.7               | 174,820 | 2.5           |
| 2003     | 24,664,137 | 14.9          | 1,611,407          | 1.6               | 154,346 | 11.7          |
| 2004     | 30,353,565 | 23.0          | 1,775,092          | 10.1              | 184,932 | 19.8          |
| 2005     | 32,430,856 | 6.8           | 1,833,721          | 3.3               | 204,138 | 10.3          |
| 2006     | 35,033,083 | 8.0           | 1,931,881          | 5.4               | 214,000 | 4.8           |
| 2007     | 36,701,556 | 4.8           | 1,918,159          | 0.7               | 221,000 | 3.3           |
| 2008     | 37,694,824 | 2.7           | 1,883,894          | 1.8               | 232,000 | 5.0           |
| 2009     | 37,203,978 | 1.3           | 1,633,791          | 15.3              | 240,360 | 3.6           |
| 2010     | 42,038,777 | 13.0          | 1,813,809          | 11.0              | 263,593 | 9.7           |
| 2011     | 46,543,845 | 10.7          | 1,865,252          | 2.8               | 301,711 | 14.5          |
| 2012     | 51,181,804 | 10.0          | 1,806,225          | 3.2               | 324,722 | 7.6           |
| 2013     | 53,726,087 | 5.0           | 1,850,233          | 2.4               | 343,800 | 5.9           |
| 2014     | 54,093,070 | 0.8           | 1,843,799          | 0.3               | 341,386 | 0.7           |
| 2015     | 55,448,964 | 2.5           | 1,853,087          | 0.5               | 346,334 | 1.5           |
| 2016     | 58,698,039 | 5.9           | 1,969,434          | 6.3               | 360,490 | 4.1           |
| 2017     | 62,219,573 | 6.0           | 2,125,226          | 7.9               | 373,201 | 3.5           |
| 2018     | 65,600,000 | 5.5           | 2,150,000          | 1.4               | 386,000 | 3.4           |
| Sources: |            |               |                    |                   |         |               |

|                           |
| Updated: 10 February 2019 |

## 事件・事故
- 1991年3月26日: クアラルンプール発のシンガポール航空117便（エアバスA310）が4人の男によってハイジャックされた。飛行機はシンガポールに着陸し、オーストラリアまで飛ぶための給油を要求したが、特殊部隊の突入によってハイジャック犯は殺害された。乗客、乗員に怪我はなかった[44]。
- 2007年10月11日: クアラルンプール発のシンガポール航空119便（ボーイング777-200）でパレスチナ人の男 Osama R.M. Shublaq が車輪格納庫に隠れ密航した。着陸時に落下したところを発見、空港警察が逮捕し、起訴された[45][46]。
- 2010年11月4日: シンガポールを離陸したカンタス航空32便（機体記号: VH-OQA）の左翼内側の第2エンジンが一部破損しシンガポール・チャンギ国際空港に緊急着陸した。エンジンカバーはインドネシアのバタム島に落下していた[47]。
- 2015年10月11日: シンガポール発香港行シンガポール航空890便が出発待ち中のところ、突然前輪が壊れた[48]。整備スタッフ1名がいたものの無傷だったが、ドアとブリッジが破損した。同社で原因を調べている。
- 2016年6月27日: シンガポール発ミラノ行きシンガポール航空368便（777-300ER、機体番号: 9V-SWB）が、離陸して約2時間後に操縦室でエンジントラブルを示す警告ランプが点灯したため、チャンギ国際空港へ引き返した。同空港の第2滑走路へ緊急着陸直後に右エンジンから出火した。当該便は乗員19人・乗客222人の計241人が乗っていたものの、全員脱出して無事[49]。この影響で、第2滑走路は約2時間にわたって閉鎖された。
- 2019年3月12日: エチオピア航空302便墜落事故（2019年3月10日）を受けて、事故当該機種のボーイング737MAX（シルクエアーも運用していた）の当空港への離着陸を全面禁止した。

## 交通

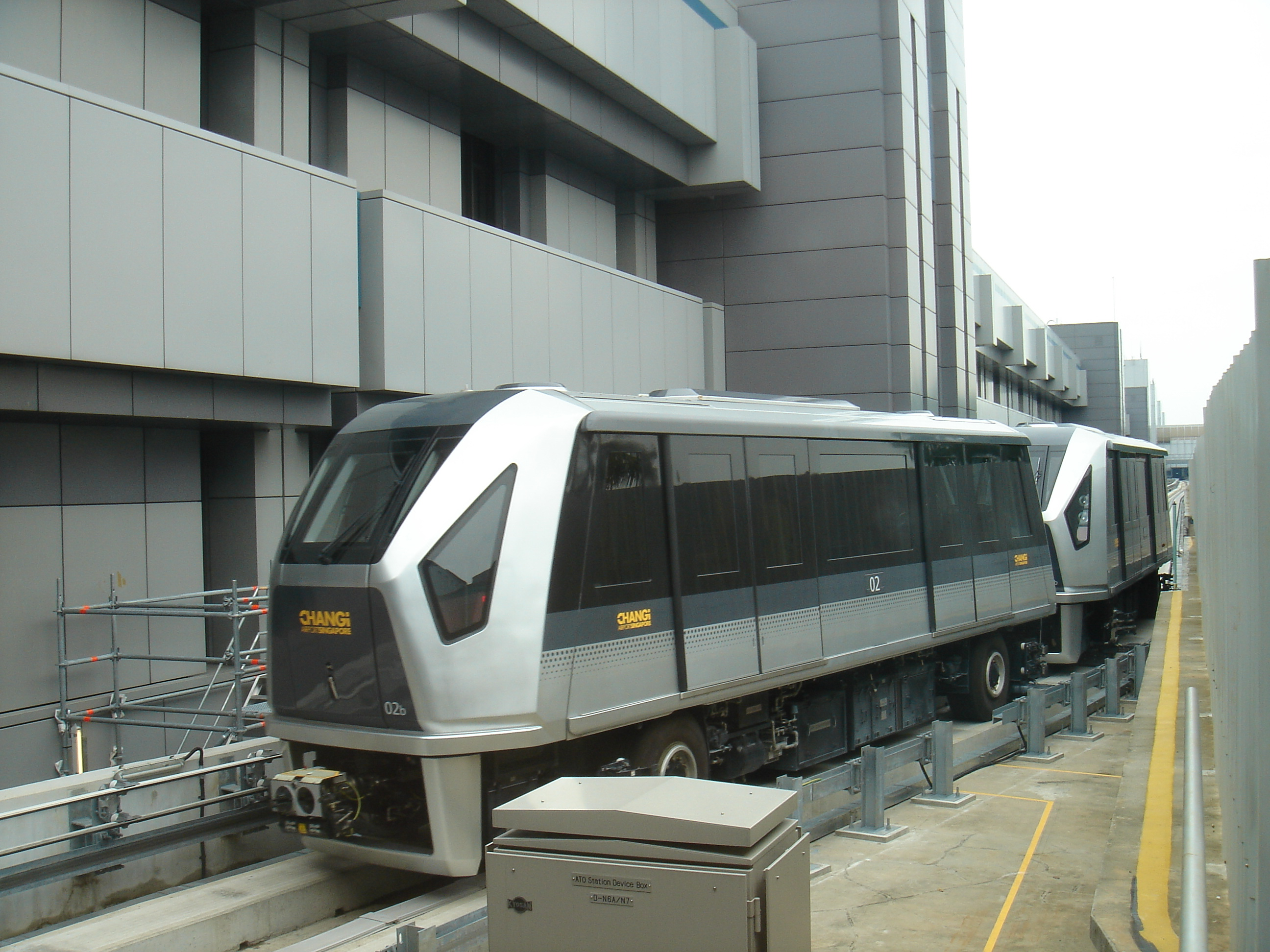
チャンギ空港スカイトレイン

空港は、地上交通とともに都市計画されており、空港に接続している高速道路であるイーストコースト・パークウェイ（ECP）も、空港完成に合わせて建設された。イーストコースト・パークウェイは、チャンギ空港からシンガポール中心部までの20キロメートルを繋いでいる。
ターミナル 1, 2, 3は近接しており、旅行者は徒歩もしくは無料のチャンギ空港スカイトレインで行き来することができる。スカイトレインは2006年から2007年にかけて更新され、故障が多かったボンバルディア製車両から三菱重工製のクリスタルムーバーに置き換えられ、ターミナル3とも接続された。

### 空港内部
チャンギ空港スカイトレインは、ターミナル 1・2・3 を計7駅で結んでいる。編成は出入国手続き前の旅客が乗れる車両と出入国手続き後の旅客が乗れる車両に分かれている。1990年代にターミナル 1・2 を結ぶ目的で製造され、車両はボンバルディアInnovia APM 100が使われていた。2006年に三菱重工製のクリスタルムーバーに置き換えられ、2007年にターミナル3と接続された。料金は無料で、5:30から2:30まで運行している。
ターミナル4までは、ターミナル2との間に無料シャトルバスが運行されている。

### 外部との交通

#### 鉄道

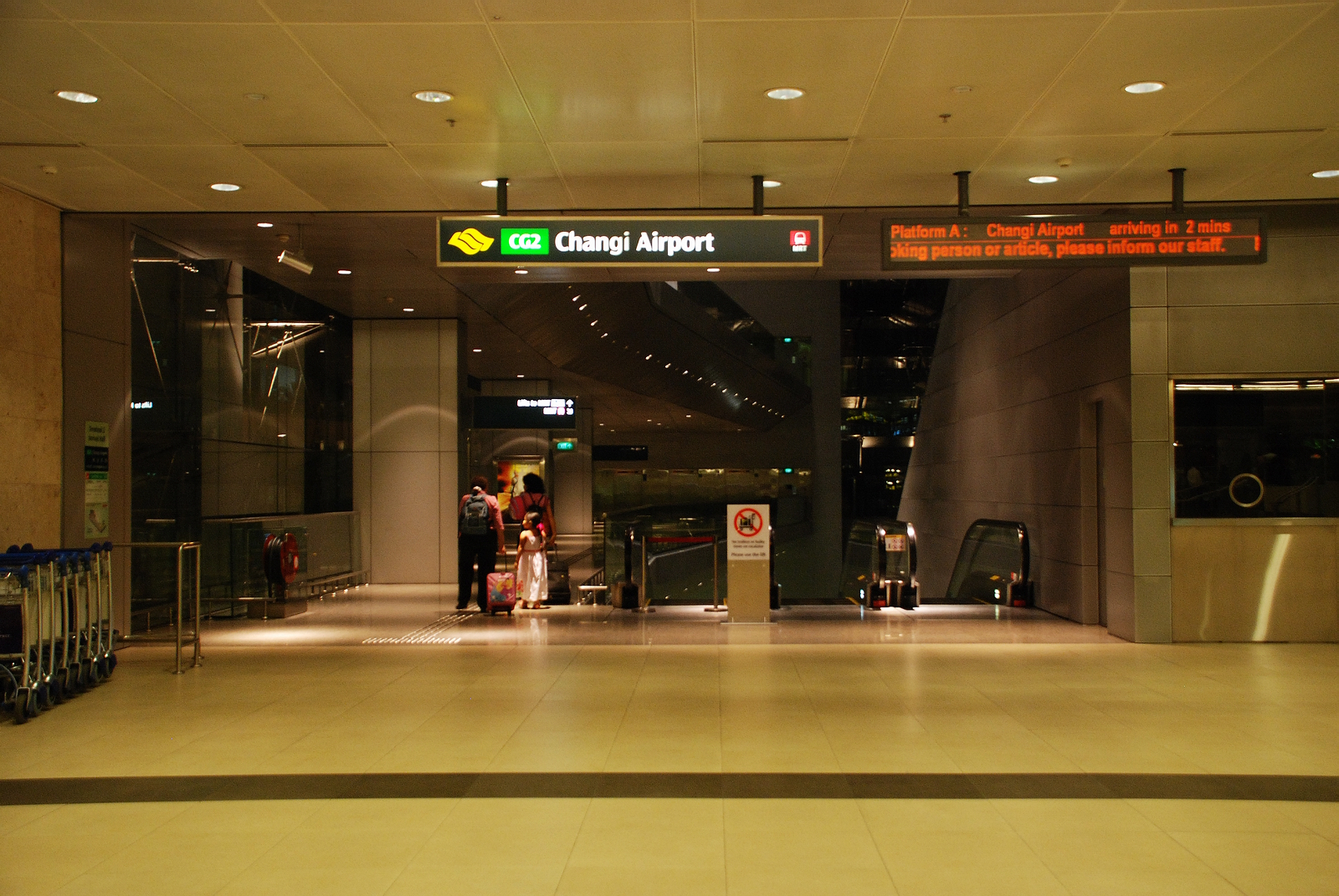
チャンギ・エアポート駅の入口

ターミナル2・3の中間あたりの地下にマス・ラピッド・トランジット（MRT）のチャンギ・エアポート駅があり、ターミナルから直接行くことができる。
2002年2月8日の完成当時は、空港から市内中心部や島の西側までの直通電車を運行していたが、空港からの利用者よりも本線の利用者が多かったため、2003年7月22日からは、本線と支線が合流するタナ・メラ駅とチャンギ・エアポート駅とを結ぶようになった。
このため、空港から都心部まで移動するには、タナ・メラ駅で乗り換える必要があるが、対面乗り換えで階段を使わずに乗り換えることができる。

#### 路線バス
路線バスはMRTが開通するまでは、利用客や空港の労働者にとって主な交通手段だった。路線バスはSBSトランジットとSMRTバスによって運行され、各ターミナルの地下にあるバスターミナルより発着する。
| 名称                                        | 経由                     | 行き先                           | 会社                 | 備考 |
| 公営バス                                    | イーストコースト・パーク | ダウンタウン・コア方面のホテル   | SBSトランジット      | 運賃は大人9シンガポールドル、子供（12歳以下）6シンガポールドル。15分毎に運行。のりばはそれぞれの到着ロビーにある。 |
| 無料シャトルバス                            | 直行                     | チャンギ・ビジネスパーク         | SBSトランジット      | 運賃は無料。祝日を除いた月曜日から金曜日のみ運行。2020年4月から運休中。 |
| 空港・フェリーターミナルシャトルバス (循環) | 直行                     | タナ・メラ・フェリー・ターミナル | SMRTコーポレーション | 空港・TMFT間の片道運賃は3シンガポールドル。現地時間の6時30分から19時30分までの間で30分毎に運行。終点でビンタン島・バタム島へのフェリーへ乗り継ぎ可能。空港第1ターミナル（のりばA）→第4ターミナル（のりば9）→TMFT→空港第1ターミナル（のりばA）の順に停車。 |

#### タクシー
タクシー乗り場は、すべての空港ターミナルビルの到着ホールにある。